# Jordan Pruitt
Pour les articles homonymes, voir Pruitt.
Jordan Pruitt Lynn, née le 19 mai 1991, est une chanteuse américaine.

## Carrière

### Ses deux premiers albums (2006-2008)
En juin 2006, son premier single Outside looking in est diffusé sur disney channel pour promouvoir le film Le Journal de Jaimie. Son premier album No Ordinary Girl sort le 6 février 2007 et contient comme singles Outside looking in, We are Family, Jumping to the rythm et Tennager. Son deuxième album Permission to Fly est sorti le 22 juillet 2008, il contient comme singles One love et My shoes.

### The voice(2012)
En 2012, Jordan participe à la version américaine de l'émission The Voice à son audition elle chante The one that go away de Katy Perry. Elle perd à la deuxième étape contre Adrianna Louise en chantant Hot N cold.

### Depuis 2013
Jordan Pruitt enregistre en 2013 la version studio de son audition de The Voice The one that go away. Elle annonce en septembre 2013, un troisième album qui sera plus mature et "moins cours de récréation de collège"[réf. nécessaire].

## Image Publique

### L'histoire Amanda Todd
Le 12 octobre 2012 Jordan Pruitt a fait une vidéo sur youtube intitulé RIP Amanda Todd, elle a découvert Amanda Todd sur une vidéo YouTube de la chanson Outside looking in, elle a poursuivi en disant qu'elle espère que les gens vont se battre pour arrêter l'intimidation et la cyberintimidation.